# Reacción de Emmert
La reacción de Emmert es una reacción en química orgánica que consiste en la sustitución electrófila aromática entre un anillo de piridina y un grupo carbonilo para producir piridinil-dialquilmetanoles, siendo empleados aluminio o magnesio y cloruro de mercurio (II).
Puede ser utilizado como un método indirecto de preparación de alquil- y cicloalquilpiridinas al formar alquenos por deshidratación del alcohol. Posteriormente se hidrogena el alqueno con H2 y paladio o platino.
Mientras Emmert reportó únicamente los isómeros 2-piridinilcarbinol, Tilford y colaboradores reportaron la formación de isómeros de 4-piridinilcarbinol con un rendimiento mayor a los del isómero 2-piridinilmetanol. Este caso ocurre cuando se utilizan fenonas y se utiliza aluminio como reactivo.